# بونیان
بونیان (به ترکی استانبولی: Bünyan) شهری است در کشور ترکیه که در استان قیصریه واقع شده‌است. جمعیت این شهر بر اساس سرشماری سال ۲۰۰۸ میلادی ۱۲٬۷۰۵ نفر و بر اساس برآوردهای سال ۲۰۰۹ میلادی ۱۲٬۵۰۵ نفر می‌باشد.